# Heinkel HE 4
Хейнкель HE 4 (нем. Heinkel HE 4) — немецкий гидросамолёт-разведчик.
В 1926 году ВМС Швеции заказали фирме Heinkel изготовить новый гидросамолет-разведчик. Новый двухместный самолет получил обозначение HE 4. Самолёт был оборудован английским двигателем Rolls Royce Eagle IX мощностью 360 л.с. и 7,9-мм пулеметом m/22. Было изготовлено всего пять экземпляров самолета, переданных ВМС Швеции под обозначением S.4. Первый из них в 1931 году разбился налетав 910 часов.
Один экземпляр самолет был предан ВВС Латвии в 1927 году. Находился на вооружении до 1939 года.

## Лётно-технические характеристики
| Модификация                 | HE 4                      |
| Размах крыла, м             | 18.00                     |
| Длина, м                    | 12.50                     |
| Высота, м                   | 3.90                      |
| Площадь крыла, м2           | 53.50                     |
| Масса, кг                   |                           |
| пустого самолета            | 1750                      |
| нормальная взлетная         | 2500                      |
| Тип двигателя               | 1 ПД Rolls Royce Eagle IX |
| Мощность, л.с.              | 1 х 360                   |
| Максимальная скорость, км/ч | 180                       |
| Крейсерская скорость, км/ч  | 154                       |
| Практическая дальность, км  |                           |
| Скороподъемность, м/мин     | 194                       |
| Практический потолок, м     | 3800                      |
| Экипаж, чел                 | 2                         |
| Вооружение:                 | один 7.9-мм пулемет m/22  |